# Жорж Мунен
Жорж Мунен (фр. Georges Mounin, справжнє ім'я фр. Louis Leboucher) — французький вчений-лінгвіст, експерт з проблем лінгвістичної семантики та перекладу, викладач лінгвістики та семіології в Університеті Екс-ан-Прованс.

## Біографія
Луї Жюльєн Лебуше народився 20 червня 1910 року у місті В'є-Руан. Був сином скляра Дельфіна Лебуше та Жюльєни Лансой, старшим із семи братів і сестер. Швидко проявив інтелектуальні здібності, завдяки яким був поміченим вчителем Малендіном (фр. M. Malendin). З 1922 став стипендіатом та отримував допомогу в розмірі 600 франків для «витрат на навчання».
У 1929 році закінчив школу École Normale d'Instituteurs у Руані і став викладати в Сен-Поні. Там він познайомився з Жульєн Монтаньє (фр. Julienne Montagné), з якою одружився в 1930 році. Загалом у пари було троє дітей: Жорж, Клер і Елен. У 1930 році Жорж Мунен став викладачем у французькій середній школі в Порт-Саїд (Єгипет).
У 1938 році приєднався до Комуністичної партії Франції, членом якої був до 1980 року. Брав активну участь у Русі Опору у Франції. У 1943 році почав використовувати псевдонім «Georges Mounin», щоб уникнути утисків з боку уряду (Georges — ім'я його сина, Mounin — прізвисько його батька на роботі).
У 1946 році його призначили викладачем італійської мови в École Normale d'Instituteurs в Екс-ан-Прованс, де він викладав до 1958 року. На той час він уже опублікував майже 200 статей. Завдяки безпосередньому викладанню в Екс-ан-Провансі, а також численним книгам і статтям Мунен відкрив шлях для інших лінгвістів і дослідників, яких приваблювала тематика, якою він займався. Один з його учнів Конрад Бюро (фр. Conrad Bureau) склав вичерпну бібліографію його творів з 950 пунктів, включаючи близько тридцяти книг.
У 1976 році Мунен вийшов на пенсію та переїхав до міста Безьє, де і помер 10 січня 1993 року.

## Наукова діяльність
Як лінгвіст Мунен був учнем і палким послідовником Андре Мартіне. Праці та наукові інтереси Мунена стосувалися широкого кола тем, починаючи від історії лінгвістики, її визначення та її традиційних галузей і проблем (семіології, семантики, перекладу) до зв'язку лінгвістики з іншими галузями знання (філософією, літературою, зокрема поезією).
У соціально-історичному аспекті Мунен був прихильником марксистської теорії.
У своїй монографії «Les belles infidèles» (1956) дійшов до висновку, що переклад — це не просте заміщення слів однієї мови замість слів іншої мови; він завжди пов'язаний з певними перетвореннями, залежними від співвідношення мов.
У 1963 році Мунен зробив серйозну спробу показати важливість використання досягнень сучасного мовознавства для вивчення перекладу. У книзі «Les Problemes theoretique de la traduction» (1963) сформулював умови досягнення досконалого, адекватного перекладу, а також вимоги, яким має відповідати кожен кваліфікований перекладач.

## Роботи
- Avez-vous lu Char?, 1946
- Les belles infidèles (Невірні красуні), 1956
- Problèmes théoriques de la traduction (Теоретичні проблеми перекладу), 1963.
- Histoire de la linguistique des origines au XXe siecle (Історія мовознавства від витоків до 20 ст), 1967
- Dictionnaire de la linguistique (Мовознавчий словник), 1974
- Семіотичний праксис: дослідження релевантності та засобів вираження та спілкування, 1985.